# Critérium International 2013
Il Critérium International 2013, ottantaduesima edizione della corsa e valida come evento del circuito UCI Europe Tour 2013 categoria 2.HC, si svolse in Corsica su tre tappe dal 23 al 24 marzo 2013 da Porto Vecchio a Col de l'Ospedale, su un percorso totale di circa 272 km. Fu vinto dal britannico Christopher Froome che terminò la gara con il tempo di 6 ore 55 minuti e 23 secondi, alla media di 39,28 km/h.
Al traguardo sul Col de l'Ospedale 60 ciclisti completarono la gara.

## Tappe
| Tappa  | Data     | Percorso                          | km  | Vincitore di tappa | Leader cl. generale |
| ------ | -------- | --------------------------------- | --- | ------------------ | ------------------- |
| 1ª     | 23 marzo | Porto Vecchio > Porto Vecchio     | 89  | Theo Bos           | Theo Bos            |
| 2ª     | 23 marzo | Porto Vecchio (Cron. individuale) | 7   | Richie Porte       | Richie Porte        |
| 3ª     | 24 marzo | Porto Vecchio > Col de l'Ospedale | 176 | Christopher Froome | Christopher Froome  |
| Totale | Totale   | Totale                            | 272 |                    |                     |

## Squadre partecipanti
| N.    | Cod. | Squadra                    |
| ----- | ---- | -------------------------- |
| 1-7   | BMC  | BMC Racing Team            |
| 11-17 | FDJ  | FDJ                        |
| 21-28 | TST  | Team Saxo-Tinkoff          |
| 31-38 | SKY  | Sky Procycling             |
| 41-50 | ALM  | AG2R La Mondiale           |
| 51-58 | RLT  | RadioShack-Leopard         |
| 61-67 | COF  | Cofidis, Solutions Credits |
| 71-80 | SOJ  | Sojasun                    |

| N.      | Cod. | Squadra                 |
| ------- | ---- | ----------------------- |
| 81-90   | EUC  | Team Europcar           |
| 91-100  | GRS  | Garmin-Sharp            |
| 101-110 | COL  | Colombia                |
| 111-119 | ARG  | Team Argos-Shimano      |
| 121-130 | BSE  | Bretagne-Séché          |
| 131-138 | BLA  | Blanco Pro Cycling Team |
| 141-150 | IAM  | IAM Cycling             |
| 151-160 | LPM  | La Pomme Marseille      |

## Dettagli delle tappe

### 1ª tappa
- 23 marzo: Porto Vecchio > Porto Vecchio – 89 km

Risultati
| Pos. | Corridore         | Squadra      | Tempo    |
| ---- | ----------------- | ------------ | -------- |
| 1    | Theo Bos          | Blanco       | 2h02'43" |
| 2    | Nacer Bouhanni    | FDJ          | s.t.     |
| 3    | Jonathan Cantwell | Saxo-Tinkoff | s.t.     |

| Pos. | Corridore       | Squadra  | Tempo    |
| ---- | --------------- | -------- | -------- |
| 1    | Theo Bos        | Blanco   | 2h02'37" |
| 2    | Nacer Bouhanni  | FDJ      | a 2"     |
| 3    | Yukiya Arashiro | Europcar | a 3"     |

### 2ª tappa
- 23 marzo: Porto Vecchio – Cronometro individuale – 7 km

Risultati
| Pos. | Corridore          | Squadra        | Tempo |
| ---- | ------------------ | -------------- | ----- |
| 1    | Richie Porte       | Sky Procycling | 9'10" |
| 2    | Manuele Boaro      | Saxo-Tinkoff   | a 1"  |
| 3    | Tejay van Garderen | BMC Racing     | s.t.  |

| Pos. | Corridore          | Squadra        | Tempo    |
| ---- | ------------------ | -------------- | -------- |
| 1    | Richie Porte       | Sky Procycling | 2h11'53" |
| 2    | Manuele Boaro      | Saxo-Tinkoff   | a 1"     |
| 3    | Tejay van Garderen | BMC Racing     | s.t.     |

### 3ª tappa
- 24 marzo: Porto Vecchio > Col de l'Ospedale – 176 km

Risultati
| Pos. | Corridore          | Squadra        | Tempo    |
| ---- | ------------------ | -------------- | -------- |
| 1    | Christopher Froome | Sky Procycling | 4h43'38" |
| 2    | Richie Porte       | Sky Procycling | a 30"    |
| 3    | Bauke Mollema      | Blanco         | a 45"    |

| Pos. | Corridore          | Squadra        | Tempo    |
| ---- | ------------------ | -------------- | -------- |
| 1    | Christopher Froome | Sky Procycling | 6h55'23" |
| 2    | Richie Porte       | Sky Procycling | a 32"    |
| 3    | Tejay van Garderen | BMC Racing     | a 54"    |

## Classifiche finali

### Classifica generale - Maglia gialla
| Pos. | Corridore              | Squadra        | Tempo    |
| ---- | ---------------------- | -------------- | -------- |
| 1    | Christopher Froome     | Sky Procycling | 6h55'23" |
| 2    | Richie Porte           | Sky Procycling | a 32"    |
| 3    | Tejay van Garderen     | BMC Racing     | a 54"    |
| 4    | Bauke Mollema          | Blanco         | a 1'00"  |
| 5    | Jean-Christophe Péraud | AG2R La Mond.  | s.t.     |
| 6    | Andrew Talansky        | Garmin-Sharp   | a 1'08"  |
| 7    | Maxime Bouet           | AG2R La Mond.  | a 1'33"  |
| 8    | Pierrick Fédrigo       | FDJ            | a 1'37"  |
| 9    | Johann Tschopp         | IAM Cycling    | a 1'43"  |
| 10   | John Gadret            | AG2R La Mond.  | a 2'05"  |

### Classifica a punti
| Pos. | Corridore              | Squadra        | Punti |
| ---- | ---------------------- | -------------- | ----- |
| 1    | Richie Porte           | Sky Procycling | 27    |
| 2    | Christopher Froome     | Sky Procycling | 23    |
| 3    | Tejay van Garderen     | BMC Racing     | 17    |
| 4    | Jean-Christophe Péraud | AG2R La Mond.  | 14    |
| 5    | Andrew Talansky        | Garmin-Sharp   | 13    |

### Classifica scalatori
| Pos. | Corridore          | Squadra        | Punti |
| ---- | ------------------ | -------------- | ----- |
| 1    | Jérémy Roy         | FDJ            | 22    |
| 2    | Francis Mourey     | FDJ            | 12    |
| 3    | Christopher Froome | Sky Procycling | 6     |
| 4    | Arnaud Gerard      | Bretagne-Séché | 6     |
| 5    | Thomas Voeckler    | Europcar       | 6     |

### Classifica giovani
| Pos. | Corridore          | Squadra       | Tempo    |
| ---- | ------------------ | ------------- | -------- |
| 1    | Tejay van Garderen | BMC Racing    | 6h56'17" |
| 2    | Andrew Talansky    | Garmin-Sharp  | a 14"    |
| 3    | Romain Bardet      | AG2R La Mond. | a 1'24"  |
| 4    | Bob Jungels        | RadioShack    | a 2'36"  |
| 5    | Antoine Lavieu     | La Pomme Mar. | a 4'46"  |

### Classifica a squadre
| Pos. | Squadra            | Tempo     |
| ---- | ------------------ | --------- |
| 1    | AG2R La Mondiale   | 20h50'32" |
| 2    | Sky Procycling     | a 3'21"   |
| 3    | RadioShack-Leopard | a 5'04"   |
| 4    | BMC                | a 6'59"   |
| 5    | IAM Cycling        | a 8'27"   |